# Oswald (imię)
Oswald – imię męskie pochodzenia germańskiego. Wywodzi się od słowa oznaczającego „rządzący z łaski bogów”.
Oswald imieniny obchodzi: 28 lutego, 29 lutego, 5 sierpnia i 22 sierpnia.
Żeński odpowiednik: Oswalda

## Znane osoby noszące to imię
- Św. Oswald (ur. ok. 604, zm. 642) – syn Etelfryda, króla Nortumbrii
- Osvaldo Ardiles – argentyński piłkarz
- Oswald Balzer (1858–1933) – historyk ustroju i prawa polskiego
- Oswald Bartmański (1826–1887) – polski ziemianin, urzędnik, poseł do Sejmu Krajowego Galicji i austriackiej Rady Państwa
- Osvaldo Brandão (1916–1989) – piłkarz i trener brazylijski
- Oswald Kabasta – austriacki dyrygent
- Oswald Madecki – polski lekarz i świecki misjonarz, działający w Abeokucie
- Oswald Mosley – brytyjski polityk i arystokrata, lider faszystów brytyjskich
- Oswald Pirow – polityk południowoafrykański
- Oswald Rohatiner – polski oficer, ofiara zbrodni w Katyniu
- Oswald Spengler – niemiecki filozof kultury i historii
- Oswald Mathias Ungers – niemiecki architekt
- Oswald Veblen – amerykański matematyk pochodzenia norweskiego